# Bernard Chiarelli
Bernard Chiarelli (Valenciennes, 24 de fevereiro de 1934 – 17 de novembro de 2024) foi um futebolista francês que atuava como meia. Chiarelli morreu no dia 17 de novembro de 2024, aos 90 anos.

## Carreira
Bernard Chiarelli fez parte do elenco da Seleção Francesa de Futebol, na Copa do Mundo de 1958. 

## Títulos
- Copa do Mundo de 1958: 3º Lugar